# Elizeusz Pleteniecki
Elizeusz Pleteniecki (do ślubów zakonnych – Aleksander) Michajłowicz (według innych źródeł – Tomaszewicz) (ur. ok. 1550–1554, zm. 29 października 1624) – archimandryta ławry Kijowsko-Peczerskiej, pedagog, pisarz, założyciel drukarni w ławrze oraz pierwszej papierni środkowej części Ukrainy.

## Lata młodzieńcze
Urodził się jako Aleksander Pleteniecki w rodzinnym majątku Pletenice w Województwie Ruskim Rzeczypospolitej (obecnie obwód lwowski, Ukraina) w rodzinie prawosławnego drobnego szlachcica. Jego ojciec służył w chorągwi kozactwa rejestrowego.
Informacje o wczesnych latach życia Pletenieckiego są niepewne. Wiadomo, że wykształcenie otrzymał w brackich szkołach w Ostrogu i Lwowie. Według niektórych źródeł, Aleksander Pleteniecki początkowo marzył o karierze wojskowej, a nawet rzekomo brał udział w wyprawach wojennych ze swym ojcem.
Śluby zakonne złożył, przyjmując imię zakonne Elizeusz – według niektórych wiadomości, w klasztorze Międzygórskim, według innych – w ławrze Kijowsko-Peczerskiej.

## Archimandryta klasztoru Leszczyńskiego i ławry Kijowsko-Peczerskiej
W 1595 Elizeusz Pleteniecki został wybrany na archimandrytę monasteru Leszczyńskiego w Pińsku. W grudniu 1596 brał udział w zebraniu przeciwników unii kościelnej w Brześciu (jednocześnie tam odbywał się zjazd, na którym ta unia została zawarta).
W tym samym roku, z nieznanych powodów, z uwagi na stanowisko wobec unii (którą poparł biskup pińsko-turowski Jonasz), Pleteniecki został usunięty od pełnienia obowiązków archimandryty. Mimo to, wspierany przez swoich zwolenników i patrona – księcia-wojewodę kijowskiego Konstantego Wasyla Ostrogskiego, nadal pełnił swe obowiązki aż do wyboru na archimandrytę ławry Peczerskiej (wrzesień 1599).

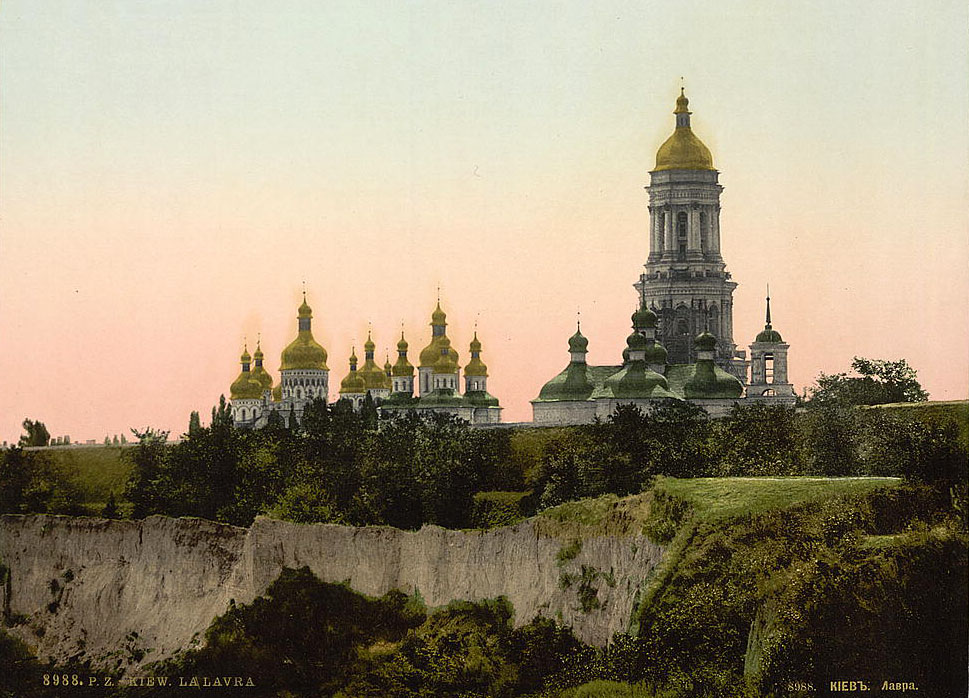
Ławra Kijowsko-Peczerska. Zdjęcie z końca XIX w.

Wybory Pletenieckiego na archimandrytę ławry odbyły się w warunkach ostrej konkurencji z promowanym przez króla Zygmunta III Hipacym Pociejem, który w tym czasie był już unickim metropolitą kijowskim. Pod pretekstem nadzoru nad wyborami król wysłał do ławry Kijowsko-Peczerskiej katolickiego biskupa kijowskiego Krzysztofa Kazimirskiego, jednak książę-wojewoda Ostrogski nie wpuścił go do Kijowa.

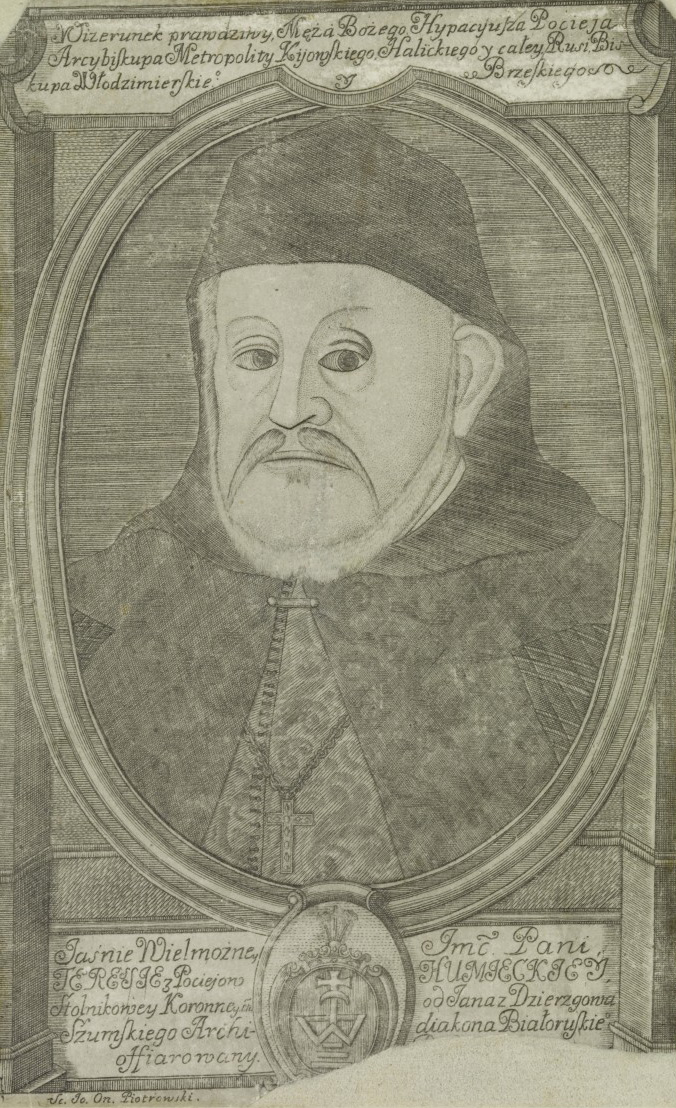
Hipacy Pociej, metroplita kijowski unicki. Miedzioryt XVIII w.

Uwierzytelnienie godności archimandryty ławry Kijowskiej Elizeusza Pletenieckiego nastąpiło jednak kilka lat później – 22 lutego 1605 król Zygmunt III wydał w tym celu dekret po odpowiedniej decyzji sejmu.
Elizeusz jako archimandryta ławry Kijowskiej po pierwsze przywrócił przepisy życia monasterskiego według reguły Bazylego Wielkiego, od której mnisi ławry odstąpili w dużej mierze za poprzedniego archimandryty. Podjął również działania w celu polepszenia warunków życia mnichów. Ponadto Elizeusz Pleteniecki przeprowadził rekonstrukcję w głównej świątyni ławry – soboru Zaśnięcia Bogurodzicy.
Stał się także znany dzięki swojej działalności charytatywnej. Z jego polecenia, z zapasów ławry każdy, kto o to prosił, mógł otrzymać chleb i ciepły posiłek. Wybudowano także kuchnię dla bezdomnych w starszym wieku.

## Walka z unią kościelną i powrót odebranych dóbr ławrskich
W miesiąc po wyborach nowego archimandryty ławry Kijowsko-Peczerskiej (12 października 1599) metropolita kijowski unicki Hipacy Pociej dokonał próby rekwizycji majątku ławry, jednak zwolennicy archimandryty Elizeusz, głównie Kozacy, stawili zbrojny opór.
W 1608 r. H. Pociej podjął próbę pozbawienia Elizeusza Pletenieckiego godności archimandryty z powodu skargi mnichów ławrskich na wydatkowanie nadwyżki dochodu ławry w nieznanym celu. 10 września tego roku metropolita mianował hierodiakona Antoniego Grekowicza swym namiestnikiem w ławrze. Pleteniecki skorzystał z ochrony Kozaków oraz kijowskiej szlachty prawosławnej, a wielu mnichów ławrskich odmówiło posłuchu Grekowiczowi.
Aby ubezpieczyć w przyszłości ławrę Kijowsko-Peczerską od roszczeń Hipacego Pocieja, Elizeusz Pleteniecki uzyskał stauropigię, czyli bezpośrednie podporządkowanie patriarsze konstantynopolitańskiemu, nie zaś lokalnym władzom cerkiewnym.
Na wiosnę 1612 r. Pleteniecki spotkał się z metropolitą sofijskim Neofitem, który przez długi czas przebywał w ławrze. Neofit faktycznie przejął obowiązki prawosławnego metropolity kijowskiego (uświęcał cerkwie, wyświęcał kapłanów). Hipacy Pociej początkowo nie zdecydował się na działania przeciw Neofitowi, ponieważ ten był ochraniany przez Kozaków, dostojników prawosławnych i plebs. Jednak później wytoczył proces przeciwko Neofitowi i kijowskim duchownym prawosławnym (w tym Pleteneckiemu) w Trybunale lubelskim. Sprawa jednak została rozstrzygnięta polubownie.
Po śmierci Hipacego Pocieja (18 lipca 1613), Pleteniecki przy wsparciu przez Kozaków Piotra Sahajdacznego odebrał majątek ławry, zajęty przez unitów na mocy dekretu króla Zygmunta III jeszcze za życia poprzednika Pocieja – Michała Rahozy. Następca Pocieja – metropolita Józef Welamin Rutski złożył przeciw Pletenieckiemu pozew w sądzie i proces wygrał, jednak archimandryta ławrski nie oddał zagarniętych majętności. Woźnemu województwa kijowskiego Pleteniecki wyjaśnił, że zmarły Rahoza pozostawił znaczne długi względem ławry, dlatego zajął nieruchomości na pokrycie tych długów, a w razie potrzeby gotowy jest dochodzić swoich praw zbrojnie.
Wreszcie Rutski odstąpił roszczeń do ww. majątku w zamian za odszkodowanie, a w 1616 r. król Zygmunt III ostatecznie potwierdził prawa do niego ławry Kijowsko-Peczerskiej.

## Działalność wydawnicza
W 1615 r. Elizeusz Pleteniecki założył drukarnię w ławrze Kijowsko-Peczerskiej. Wyposażenie dla niej nabył we Lwowie od biskupa Gedeona Bałabana i jego syna Teodora, którzy wcześniej posiadali drukarnię w Stratyniu. W drukarni ławrskiej rozpoczęto drukować nie tylko książki religijne, ale także świeckie – polemiczne, filozoficzne dzieła etc. w języku staroruskim (staroukraińskim), polskim i łacińskim.

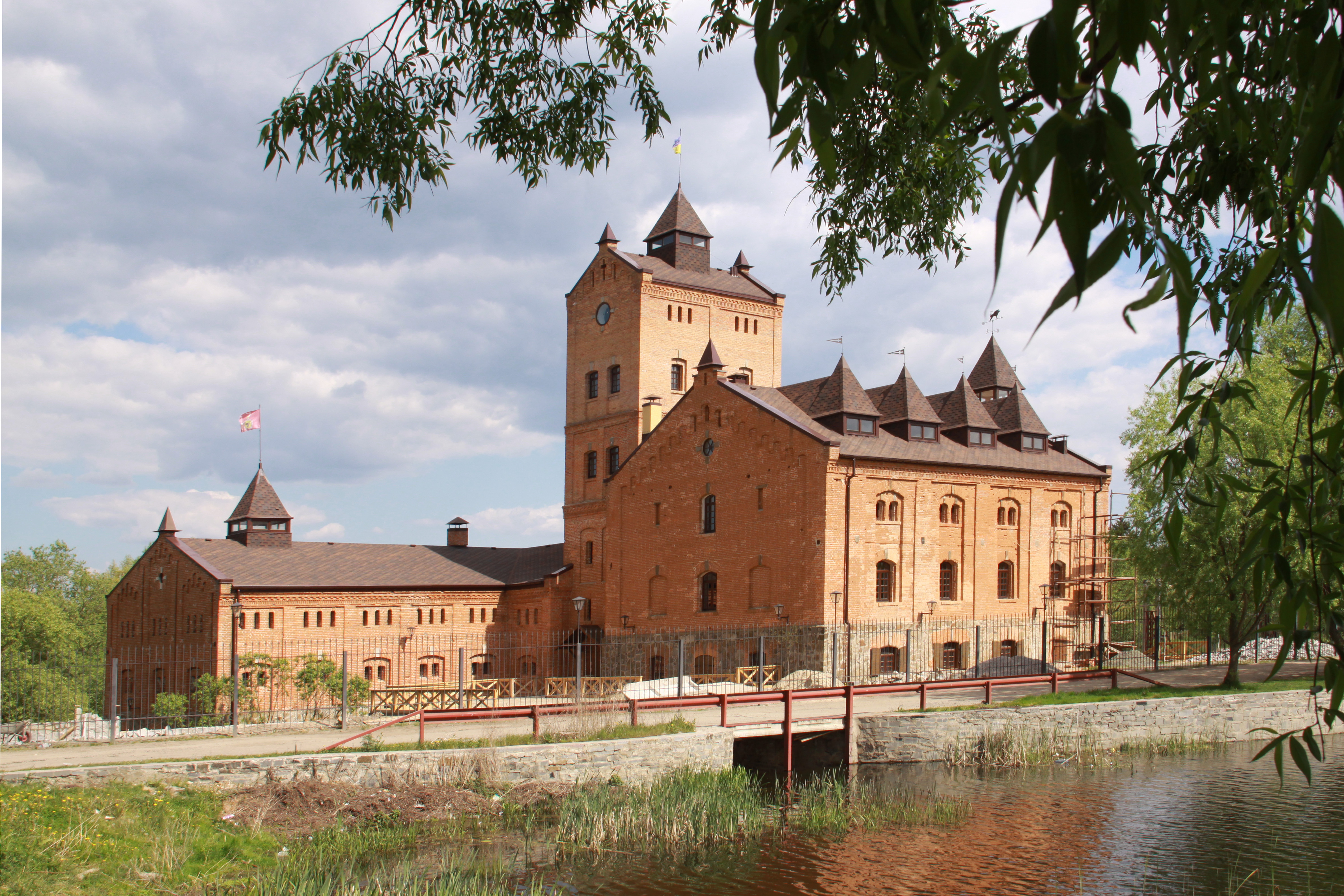
Gmach młynu na miejscu papierni XVII wieku w Radomyślu (Obwód Żytomierski, Ukraina)

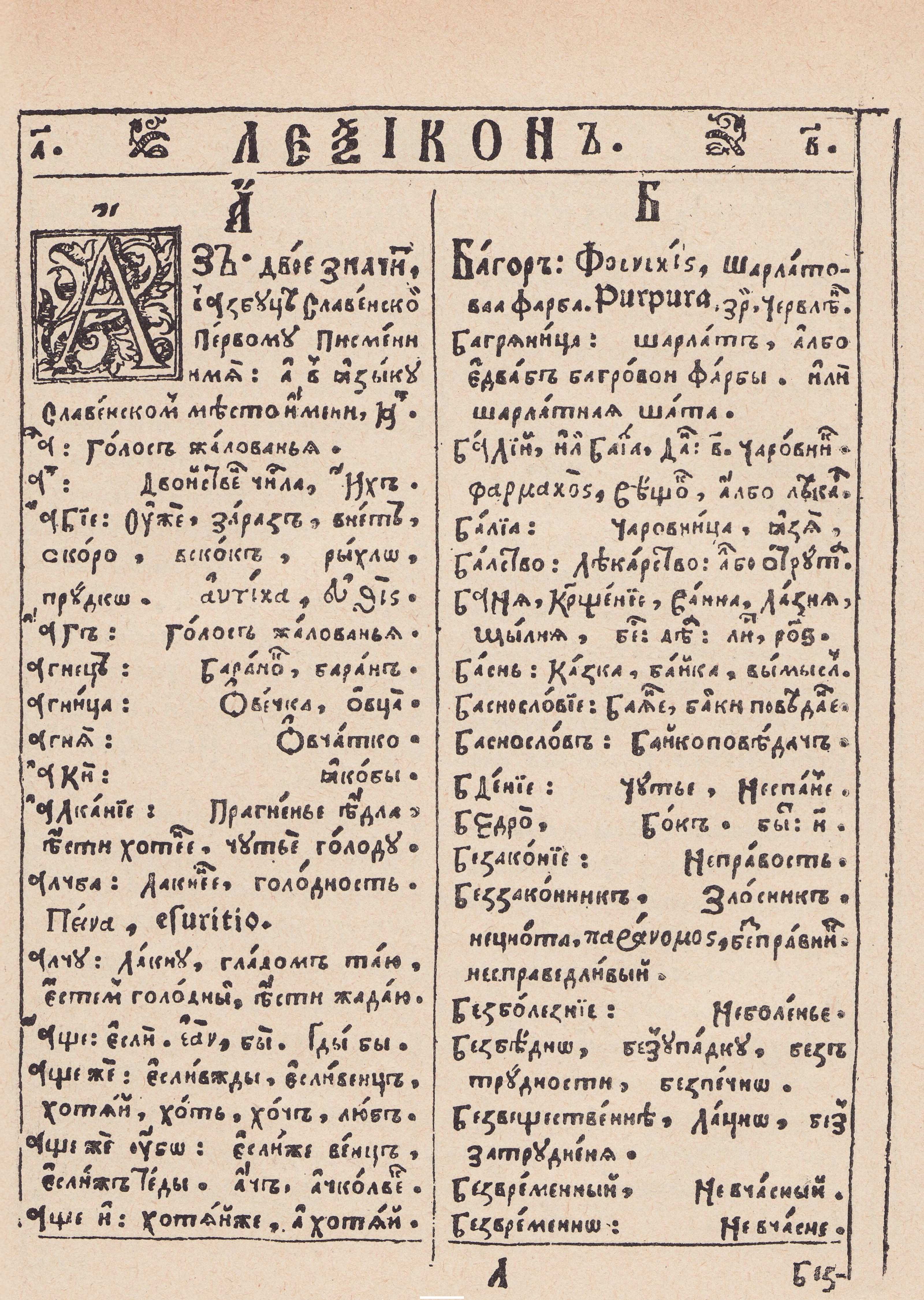
Pierwsza strona „Leksykonu słowiańsko-ruskiego” (1627), wydrukowanego w drukarni ławry Kijowskiej

Od powstania drukarni do śmierci Elizeusza Pletenieckiego drukarnia w ławrze wydrukowała 11 książek. Pierwszą książką, opublikowaną w tej drukarni był Czasosłow (horologion), która była również wykorzystywana jako podręcznik szkolny. Książka uzyskała popularność wśród mieszkańców Kijowa, którzy występowali do Pletenieckiego z prośbami o zwiększenie nakładu. Do dziś przetrwały cztery egzemplarze tego Czasosłowu, wszystkie znajdują się w muzeach w Rosji (3 w Moskwie, 1 w Sankt-Petersburgu).
W drukarni ławrskiej został opublikowany pierwszy ukraiński zbiór poezji pt. „Wizerunek cnoty przewielebnego w Bogu miłościwego pana ojca Eliseusza Pletenieckiego” (1618). Do dziś zachowała się tylko jedna kopia tej książki, która znajduje się w Rosyjskiej Bibliotece Państwowej w Moskwie.
Książki z drukarni w ławrze Kijowskiej były popularne w Moskwie, zwłaszcza w czasach „Wielkiej Smuty” i po tzw. „dymitriadach”, podczas kiedy drukowanie ksiąg w tym kraju upadło.
Na zlecenie archimandryty Elizeusza Pletenieckiego, w celu uruchomienia produkcji papieru na potrzeby drukarni ławry Kijowsko-Peczerskiej, powstał prawdopodobnie między rokiem 1612 i 1616 zakład papierowy (papiernia) w Radomyślu (obecnie miasteczko w Obwodzie Żytomierskim, Ukraina). Był to bodaj pierwszy tego rodzaju zakład w centralnej Ukrainie (dziś w tym miejscu znajduje się Muzeum Ukraińskich Ikon Domowych). Papier produkowany w Radomyślu za życia Elizeusza Pletenieckiego był markowany jego własnym herbem szlacheckim.

## Koło prawosławnych intelektualistów ławrskich

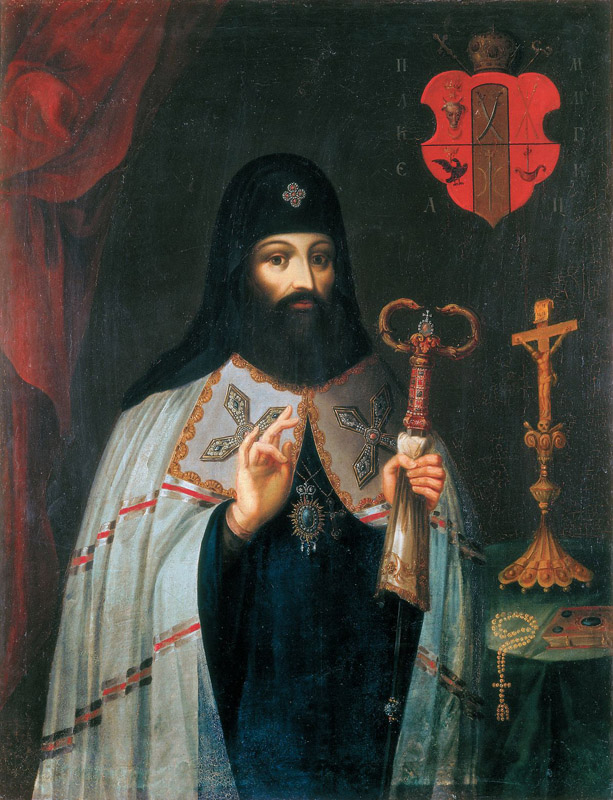
Piotr Mohyła (1597–1647) – członek „koła Pletenieckiego”, metropolita kijowski i halicki

Archimandryta Elizeusz Pleteniecki zebrał w ławrze Kijowsko-Peczerskiej największych współczesnych mu prawosławnych przywódców religijnych i edukacyjnych. Wśród nich byli, m.in., leksykograf i filolog Paweł (Pamwo) Berynda, teolog Wawrzyniec Zyzaniusz, następca Pleteneckiego na archimandryctwie Zachariasz Kopysteński, przyszły metropolita kijowski i halicki Hiob (Borecki), przyszły ławrski archimandryta, a później metropolita kijowski i halicki Piotr Mohyła i inni.
Zakres ich zainteresowań był szeroki: teologia, filozofia, medycyna, geografia, grafika, literatura antyczna i renesansowa, tłumaczenia literackie.
Członkowie „koła Pletenieckiego” uczestniczyli w organizacji kijowskiej szkoły prawosławnego bractwa Objawienia Pańskiego, którego Elizeusz Pleteniecki był współzałożycielem. Później Piotr Mohyła jako archimandryta ławry Kijowsko-Peczerskiej połączył ją ze szkołą ławry, w rezultacie czego powstało Kollegium Kijowsko-Mohylańskie.
Szkoła prawosławnego bractwa Objawienia Pańskiego w Kijowie znajdowała się pod protekcją atamana kozackiego Piotra Sahajdacznego, który wraz ze wszystkimi Kozakami wstąpił do bractwa, wspierając je finansowo. Zajęcia w szkole były prowadzone za darmo. Prowadził je osobiście Pleteniecki oraz Berynda, Zyzaniusz i inni. Wykładali łacinę, teologię, retorykę, geografię, gramatykę.
Wśród uczniów znajdowali się także przybysze z Moskwy.

## Odnowienie prawosławnej hierarchii
W 1620 r. wraz z Piotrem Sahajdacznym Elizeusz Pleteniecki przekonał patriarchę jerozolimskiego Teofana III, aby przywrócić skasowaną przez króla Zygmunta III prawosławną hierarchię. Negocjacje prawdopodobnie odbywały się w ławrze Kijowsko-Peczerskiej, gdzie Teofan zatrzymał się w drodze z Moskwy. Patriarcha początkowo nie chciał się zgodzić z uwagi na dobre stosunki z dworem króla Zygmunta III. Ostatecznie, w zamian za „darowiznę” zgodził się.
Procedura odnowienia hierarchii prawosławnej pozostawała się w sprzeczności z ówczesnym prawem Rzeczypospolitej, mocą którego tylko król miał prawo zatwierdzać najwyższych hierarchów Cerkwi Prawosławnej. Dlatego wszystko odbyło się w tajemnicy. Rozkaz Zygmunta III aresztowania patriarchy nie został wykonany – Teofan i nowo wyświęceni arcybiskupi oraz nowy metropolita (był nim członek „koła Pletenieckiego” – Hiob Borecki) korzystali z ochrony Kozaków. Poza tym, Zygmuntowi III zależało na zaciągu wojsk (w tym kozackich) do oczekiwanego starcia z Turcją po nieszczęśliwej dla Rzeczypospolitej bitwie pod Cecorą (1620).
Prawdziwego i prawomocnego przywrócenia hierarchii prawosławnej dokonał dopiero w 1632 r. inny reprezentant „koła Pletenieckiego” – Piotr Mohyła, gdy po zmarłym Zygmuncie III tron objął jego syn Władysław IV.

## Ostatnie lata życia. In memoriam

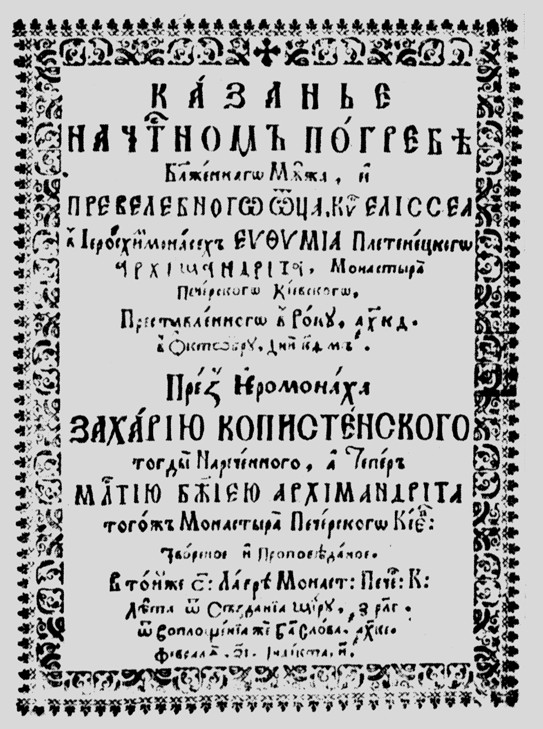
Kazanie Zachariasza Kopysteńskiego na pogrzebie Elizeusza Pletenieckiego. Drukarnia ławry Kijowsko-Peczerskiej, 1625

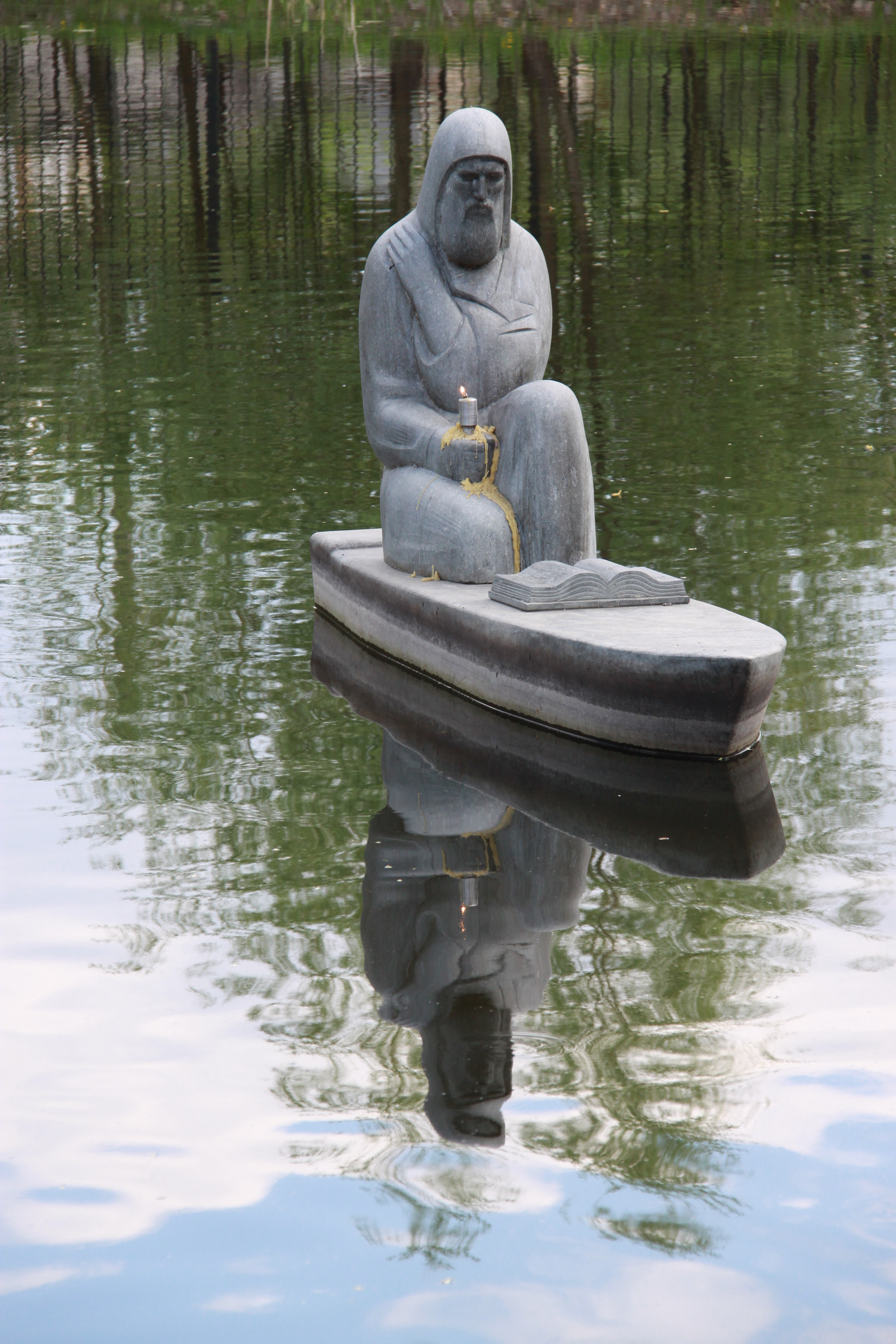
Pomnik Elizeusza Pletenieckiego w kompleksie historyczno-kulturalnym „Zamek Radomyśl”

Działalność Elizeusza Pletenieckiego w kierunku odrodzenia religijnego i kulturowego życia prawosławnej części Rzeczypospolitej była bardzo ceniona przez jemu współczesnych. Według Zachariasza Kopysteńskiego (później następcy Pletenieckiego na archimandrii), jego poprzednik i patron był „ojcem nie tylko Ławry, jeno dla wszystkiego ludu.”
Przed swą śmiercią Pleteniecki złożył śluby mnisze wielkiej schimy, przyjmując imię Eutymiusz. Zmarł 29 października 1624. Pochowany został 17 lutego 1625 w odrestaurowanej przez niego cerkwi Zaśnięcia Bogurodzicy w ławrze Kijowsko-Peczerskiej. Grobowiec nie zachował się do czasów dzisiejszych.
29 października 2009 r. w Radomyślu w pobliżu miejsca, gdzie znajdowała się papiernia ławry Kijowsko-Peczerskiej, został postawiony pomnik Elizeusza Pletenieckiego (będący prawdopodobnie jedynym pomnikiem na Ukrainie stojącym na ruchomej powierzchni wody).